# They-sous-Montfort
They-sous-Montfort település Franciaországban, Vosges megyében. Lakosainak száma 123 fő (2022. január 1.). They-sous-Montfort Vittel, Domjulien, Haréville, La Neuveville-sous-Montfort és Parey-sous-Montfort községekkel határos.

## Népesség
A település népessége az elmúlt években az alábbi módon változott:
| Lakosok száma | 137  | 129  | 128  | 127  | 128  | 129  | 127  | 125  | 123  |
|               | 2013 | 2015 | 2016 | 2017 | 2018 | 2019 | 2020 | 2021 | 2022 |